# Moreschiella contariniperda
Moreschiella contariniperda är en tvåvingeart som beskrevs av Guercio 1918. Moreschiella contariniperda ingår i släktet Moreschiella och familjen gallmyggor.
Artens utbredningsområde är Italien. Inga underarter finns listade i Catalogue of Life.